# Håkon Grjotgardsson
Håkon Grjotgardsson, noto anche come Håkon il Ricco (in norreno: Hákon Grjótgarðsson; c. 860-870 – c. 900-920), è stato il primo Jarl di Lade e alleato di Harald I di Norvegia.

## Biografia

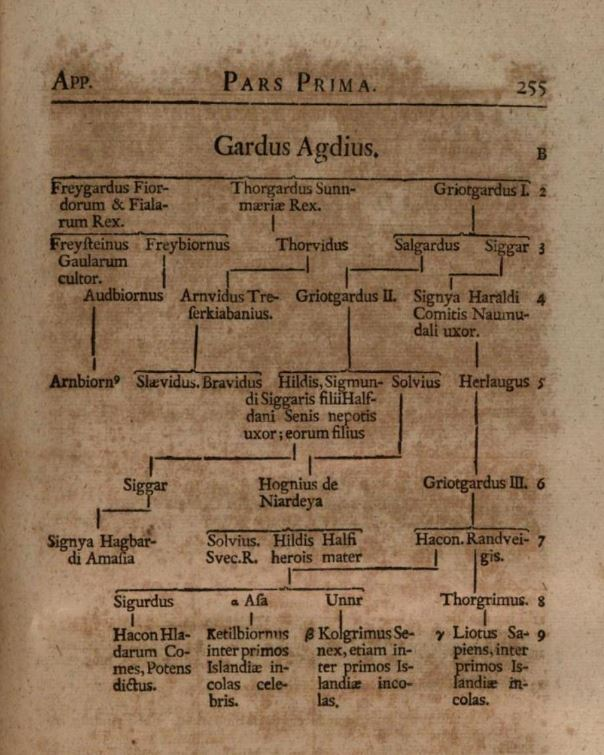
Albero genealogico, Historia rerum Norvegicarum, Volum 1, Thormodus Torfaeus

Håkon era il figlio ed erede di Grjotgard Herlaugsson Lade e gli successe come sovrano del piccolo regno di Trøndelag. 
Håkon ebbe due figli: 
- Sigurd Håkonsson, che ebbe a sua volta un figlio: Haakon Sigurdsson;
- Ása Hákonsdóttir, che si sposò con Harald Fairhair e da cui nacquero Guttorm Haraldsson e Halfdan Haraldsson detto il Nero;[2]

Håkon ebbe la sua residenza a Ørland vicino al fiordo norvegese Trondheimsfjord. L'esatta estensione della sua area d'influenza non è confermata.
Dopo che suo genero, Harald Fairhair, conquistò le regioni di Møre e di Sogn og Fjordane, assegnò il governo della prima a Ragnvald Eysteinsson, mentre il governo della seconda fu spartito tra Håkon Grjotgardsson, che ricevette Fjordane, nota al tempo col nome Firdafylke, e Atle Mjove, a cui fu permesso di continuare a governare Sogn, anticamente chiamata Sygnafylke. Tuttavia, a causa di questa spartizione, Håkon e Atle Mjove entrarono presto in conflitto per il controllo di Sogn, arrivando così alla Battaglia di Fjaler, in cui Håkon trovò la morte. Atle Mjove fu gravemente ferito nella battaglia e venne portato ad Atløyna dove incontro la stessa sorte.

## Fonti Primarie
La principale fonte d'informazione riguardo Håkon Grjotgardsson è la saga Harald Haarfagres composta da Snorri Sturluson.